# Joe Torre
Joseph Paul Torre (ur. 18 lipca 1940) – amerykański baseballista, który występował na pozycji łapacza, pierwszobazowego i trzeciobazowego przez 18 sezonów w Major League Baseball. Będąc menadżerem czterokrotnie zwyciężył w World Series.
Torre podpisał kontrakt jako wolny agent z Milwaukee Braves 8 września 1960, w którym zadebiutował siedemnaście dni później w meczu przeciwko Pittsburgh Pirates jako pinch hitter. Rok później w głosowaniu do nagrody MLB Rookie of the Year Award w National League zajął 2. miejsce za Billym Williamsem z Chicago Cubs. W 1963 po raz pierwszy wystąpił w Meczu Gwiazd. W marcu 1969 przeszedł do St. Louis Cardinals za Orlando Cepedę.
W sezonie 1971 mając między innymi najlepszą średnią uderzeń w lidze (0,363), zaliczając najwięcej RBI (137) i uderzeń (230), został wybrany najbardziej wartościowym zawodnikiem. Występował jeszcze w New York Mets, gdzie przez rok był grającym menadżerem.
Po zakończeniu kariery zawodniczej był menadżerem New York Mets, Atlanta Braves, St. Louis Cardinals, New York Yankees (z Yankees czterokrotny zwycięzca w World Series), i Los Angeles Dodgers. Od 2011 jest członkiem zarządu Major League Baseball.
W 2014 został wprowadzony do Galerii Sław Baseballu. 23 sierpnia 2014 przed rozpoczęciem meczu New York Yankees – Chicago White Sox miała miejsce ceremonia zastrzeżenia numer 6, z którym występował jako menadżer Yankees.

## Statystyki kariery menedżerskiej w MLB
Sezon zasadniczy
| Lata               | Klub                | Liga               | Mecze | Zwycięstwa | Porażki | Proc. zw. i por. |
| ------------------ | ------------------- | ------------------ | ----- | ---------- | ------- | ---------------- |
| 1977–1981          | New York Mets       | NL                 | 709   | 286        | 420     | 0,405            |
| 1982–1984          | Atlanta Braves      | NL                 | 486   | 257        | 229     | 0,529            |
| 1990–1995          | St. Louis Cardinals | NL                 | 706   | 351        | 354     | 0,498            |
| 1996–2007          | New York Yankees    | AL                 | 1949  | 1173       | 767     | 0,605            |
| 2008–2010          | Los Angeles Dodgers | NL                 | 486   | 259        | 227     | 0,533            |
| Łącznie w karierze | Łącznie w karierze  | Łącznie w karierze | 4329  | 2326       | 1997    | 0,538            |

| Nagroda/wyróżnienie                       | Lata                                                 | Źródło |
| MVP National League                       | 1971                                                 | [ 5 ]  |
| 9× All-Star                               | 1963, 1964, 1965, 1966, 1967, 1970, 1971, 1972, 1973 | [ 2 ]  |
| Gold Glove Award                          | 1965                                                 | [ 10 ] |
| 4× zwycięzca w World Series jako menadżer | 1996, 1998, 1999, 2000                               | [ 6 ]  |
| 2× AL Manager of the Year                 | 1996, 1998                                           | [ 11 ] |
| Hutch Award                               | 1971                                                 | [ 12 ] |
| Baseball Hall of Fame                     | od 2014                                              | [ 8 ]  |
| # 6 zastrzeżony przez Yankees             | 2014                                                 | [ 9 ]  |